# إدوين ر. باتشيكو
إدوين ر. باتشيكو (بالإنجليزية: Edwin R. Pacheco)‏ هو سياسي أمريكي، ولد في 23 أكتوبر 1981. حزبياً، نشط في الحزب الديمقراطي.